# Phyllophaga raydoma
Phyllophaga raydoma är en skalbaggsart som beskrevs av Saylor 1943. Phyllophaga raydoma ingår i släktet Phyllophaga och familjen Melolonthidae. Inga underarter finns listade i Catalogue of Life.